# Lotus becquetii
Lotus becquetii är en ärtväxtart som beskrevs av Raymond Boutique. Lotus becquetii ingår i släktet käringtänder, och familjen ärtväxter. Inga underarter finns listade i Catalogue of Life.